# Étang de Beuvron
L'étang de Beuvron, propriété privée, est une étendue d'eau d’Ille-et-Vilaine au sud de Vitré, sur la commune d'Étrelles.

## Topographie
L'étang est un vaste plan d'eau douce de 3,5 hectares (0,4 kilomètre de long, 0,1 kilomètre de large).

## Hydrographie
L'étang est le réceptacle du ruisseau du Passoir et se jette ensuite dans la Valière.

## L'organisation administrative
L'étang se situe entièrement sur la commune d'Étrelles et figure à la liste des sites classés d'Ille-et-Vilaine depuis un arrêté de 1943.